# Xiao Ruoteng
Xiao Ruoteng, född 30 januari 1996 i Beijing, är en kinesisk gymnast.

## Karriär
Vid olympiska sommarspelen 2020 tog han silver i mångkampen och brons i fristående och ingick i det kinesiska laget som tog brons i lagtävlingen. Han har tagit guld i mångkampen vid VM 2017. Vid VM 2018 tog han guld i bygelhäst och i lagtävlingen. 2018 tog han även silver i mångkamp. Vid världsmästerskapen i artistisk gymnastik 2019 tog han silver i lagtävlingen och brons i fristående.